# Gerarchia
Gerarchia (en español: «Jerarquía») fue una revista italiana de carácter mensual, que se publicó entre 1922 y 1943.

## Historia
Gerarchia fue fundada en enero de 1922 por el líder fascista italiano Benito Mussolini. La revista acabaría sirviendo como órgano de comunicación informal del régimen fascista y jugó un papel instrumental en la conversión de Italia en un Estado totalitario. Gerarchia se publicaba de forma mensual. Mussolini figuraba en el encabezado de la publicación como su redactor jefe. Sin embargo, el editor real de la revista, desde su fundación, fue Margherita Sarfatti. Su nombre no apareció en Gerarchia hasta su edición de febrero de 1925, donde fue listada simplemente como «direttore responsabile» —persona legalmente responsable [de la revista]—.
Algunos autores han señalado su influencia sobre la revista española Jerarquía, editada por Falange entre 1936 y 1938.
La revista Gerarchia dejó de publicarse en 1943, tras la caída del régimen fascista en Italia.